# Distretto di Opoczno
Il distretto di Opoczno (in polacco powiat opoczyński) è un distretto polacco appartenente al voivodato di Łódź.

## Geografia antropica

### Suddivisioni amministrative
Il distretto comprende 8 comuni.
- Comuni urbano-rurali: Drzewica, Opoczno
- Comuni rurali: Białaczów, Mniszków, Paradyż, Poświętne, Sławno, Żarnów